# Всероглавштаб

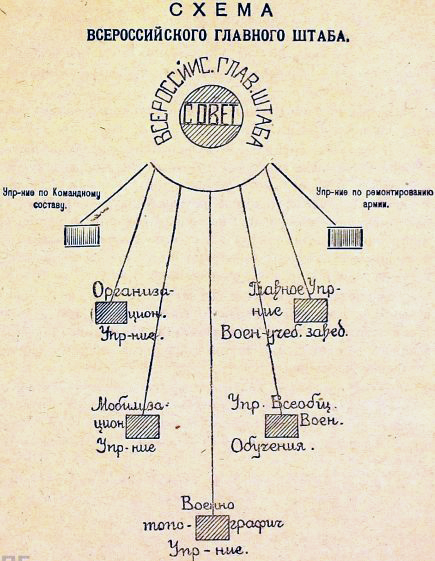
Схема устройства Всероглавштаба (1918 год).

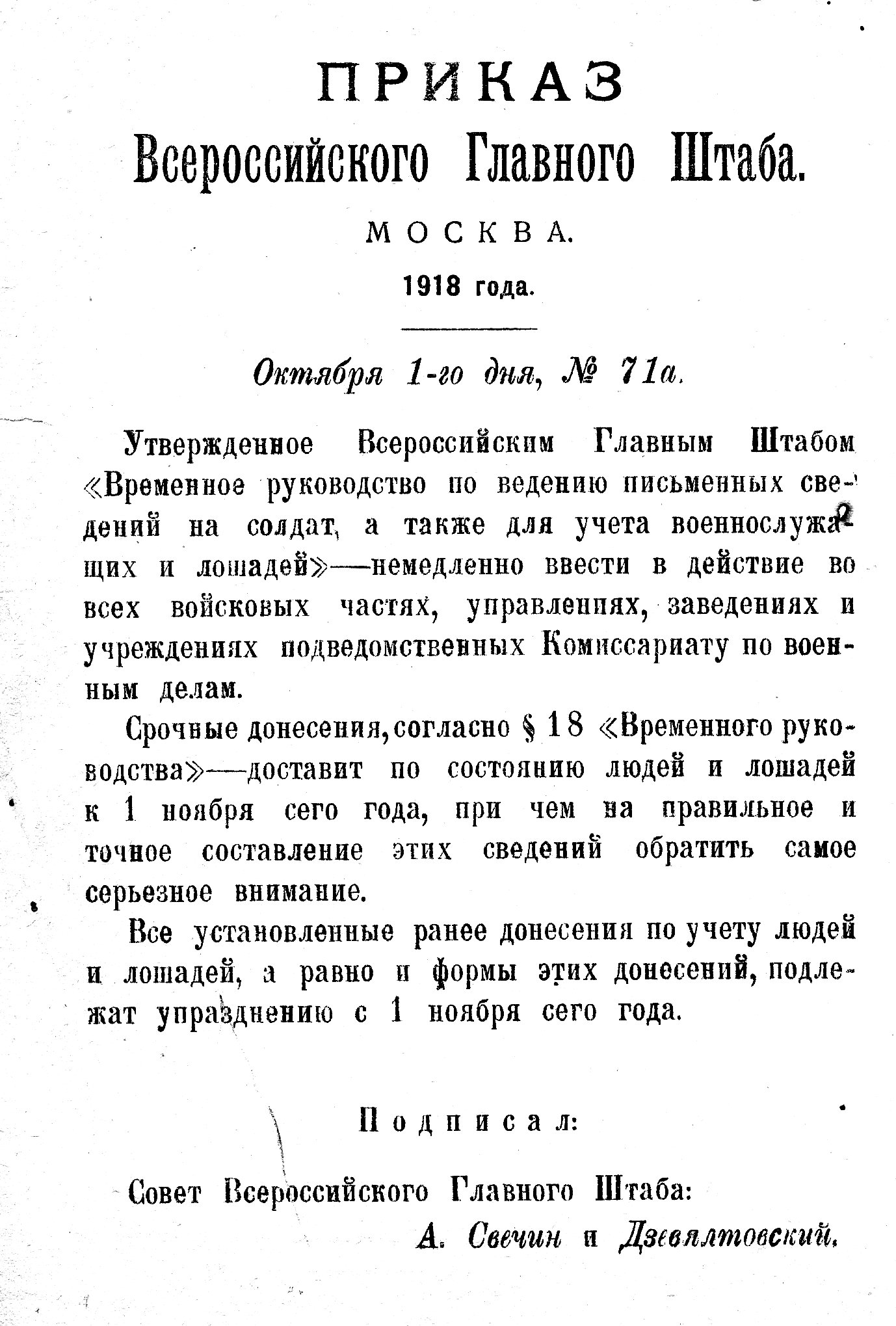
Приказ Всероссийского Главного Штаба № 71а «Временное руководство по ведению письменных сведений на солдат, а также для учёта военнослужащих и лошадей», от 1 октября 1918 года.

Всероссийский главный штаб Революционного военного совета Республики — один из двух главных штабов Красной Армии (РККА) во время гражданской войны и интервенции в России. 
Всероглавштаб Революционного военного совета Республики позднее являлся одним из главных органов Народного комиссариата по военным и морским делам Советской России. Архив Всероссийского Главного Штаба РККА хранится в Российском государственном военном архиве. С 1919 года Всероссийский главный штаб Реввоенсовета въехал в особняк по почтовому адресу: Гранатный переулок, дом № 7, город Москва.

## История
Всероссийский главный штаб Революционного военного совета был учреждён 8 мая 1918 года, приказом Народного Комиссара по военным делам за № 339, взамен (заменил собою) существовавшие до этого времени Всероссийскую коллегию по формированию Красной армии и существовавшие ещё органы военного управления Вооружённых Сил России, имперского периода: Главное управление генерального штаба, Главный штаб, Главное управление военно-учебных заведений и Управление по ремонтированию армии.
В октябре 1918 года на В.Г.Ш.Р.В.С.Р. было возложено НКВиМД устройство, боевая подготовка, руководство службой, вооружение войск вспомогательного назначения, пограничной охраны и войск ВЧК, а по приказу Революционного военного совета Республики № 175, от 3 ноября 1918 года Всероглавштабу стали подчиняться военные округа России.
Военно-учебным управлением Всероссийского главного штаба был организован «День красного офицера», с целью привлечения внимания широких масс трудящихся к делу создания и воспитания кадров советского командного состава.

В письме Ленину от 4 июня 1919 года Сталин, утверждая, что Всероглавштаб и Полевой штаб Реввоенсовета Республики работают на белых, и ссылаясь на участие военспецов в контрреволюционном заговоре в Петрограде, писал: «Весь вопрос теперь в том, чтобы Цека нашел в себе мужество сделать соответствующие выводы».— Владимир Ильич Ленин, Все на борьбу с Деникиным! (Письмо ЦК РКП (большевиков) к организациям партии), опубликовано 9 июля 1919 года.
Во главе Всероглавштаба стоял Совет из начальника и двух, а с 15 сентября 1919 года — трёх политических комиссаров, он объединял деятельность всех управлений ВР ГШ. На Всероглавштаб возлагались учёт военнообязанных, организация военного обучения трудящихся, сформирование и устройство частей, соединений, объединений, учреждений и так далее Красной Армии и Флота, разработка мероприятий по обороне Республики, для чего в составе Всероглавштаба имелись соответственные управления и службы. Всероглавштаб вначале подчинялся коллегии Наркомвоена, а с 6 сентября 1918 года (в другом источнике указано что с сентября 1919 года) непосредственно подчинялся Революционному военному совету РСФСР (РВС Республики).
10 февраля 1921 года, в целях создания единого органа управления Вооружёнными силами Советской России, приказом Революционного военного совета Республики № 336/41, Всероглавштаб был объединён (слит) с Полевым штабом Республики, ведавшим операциями, в единый Штаб РККА.

## Начальники
ВГШ РВСР возглавляли следующие персоны (период):
- Н. Н. Стогов[9] (18.05 — 02.08.1918 г.);
- А. А. Свечин[10] (02.08 — 22.10.1918 г.);
- Н. И. Раттэль (22.10.1918 г. — 10.02.1921 г.).
- А. А. Самойло, ВрИД (??.06.1920 — ??.02.1921 г.)[2].

Все они являлись постоянными участниками заседаний РВСР.

## Структура
Первоначально в состав ВГШ РВСР входили Совет Всероглавштаба (в составе начальника штаба и двух, а с 15 сентября 1919 года трёх политических комиссаров) и управления:
- оперативное;
- по организации армии;
- по командному составу;
- военно-учебное;
- по ремонтированию армии;
- военно-топографическое;
- военных сообщений.

Структуру ВГШ РВС, к 1 сентября 1920 года, составляли следующие управления и организации:
- Организационное (в его составе были созданы интернациональный и восточный отделы);
- Мобилизационное (по март 1920 года);
- По командному составу;
  - Служба внешней связи при Управлении;
- Корпуса военных топографов;
- Главное управление военно-учебных заведений;
- Главное управление всеобщего военного обучения и формирования красных резервных частей;
- Центральных военных складов учебных пособий и приборов для войск и военных комиссариатов;
- Военно-историческая комиссия;
- Комитет по выработке форм обмундирования и снаряжения Красной Армии;
- Редакция журнала «Военное дело»;
- Академия Генштаба (позднее Военная академия РККА).
- При Всероссийском Главном Штабе:
  - Главная Военно-Научная Редакция;
  - Временная Комиссия по устройству военных библиотек[11] На первоначальные расходы по организации военных библиотек и изданию военно-научных трудов было указано отпустить из сумм Политического Управления Революционного Военного Совета Республики 10 000 000 рублей (десять миллионов рублей) под отчёт Начальника Всероссийского Главного Штаба.